# 緑黄色社会・長屋晴子のオールナイトニッポンX
『緑黄色社会・長屋晴子のオールナイトニッポンX』（りょくおうしょくしゃかいながやはるこのオールナイトニッポンクロス）はニッポン放送制作で、2022年（令和4年）4月6日（5日深夜）から2024年（令和6年）3月27日（26日深夜）まで放送されていたラジオ番組。
これは、2022年3月16日に行われたオールナイトニッポンXの新パーソナリティ発表記者会見で起用が明らかになった。

## 放送時間
- 水曜 0:00-0:58（火曜深夜）

## パーソナリティ
- 長屋晴子（緑黄色社会）

## ゲストおよびその他の出演者
- 2022年4月20日（19日深夜） - 小林由美子 (しんちゃん名義)
- 2022年6月15日（14日深夜）- 吉岡聖恵
- 2022年6月29日（28日深夜) - 天野夏実(初代ベーシスト)
- 2022年8月31日 (30日深夜) - ハラミちゃん
- 2022年9月7日(6日深夜) - 小林壱誓、peppe、穴見真吾
- 2022年9月14日(13日深夜) - 小林壱誓、peppe、穴見真吾[2]
- 2022年10月19日（18日深夜）- ジェラードン（かみちぃ、アタック西本）
- 2022年11月16日(15日深夜) - 藤原さくら
- 2022年11月30日(29日深夜) -  SUPERBEAVER 渋谷龍太
- 2022年12月21日(20日深夜) - ハラミちゃん
- 2023年2月15日(14日深夜) - ぺこぱ
- 2023年3月8日(7日深夜) - 東京スカパラダイスオーケストラ 谷中敦
- 2023年4月19日(18日深夜) - 日向坂46 齊藤京子
- 2023年5月17日(16日深夜) - 小林壱誓、peppe、穴見真吾
- 2023年6月14日(13日深夜) - 横川尚隆
- 2023年8月30日(29日深夜) - 森七奈
- 2023年9月6日(5日深夜) - 岡崎紗絵
- 2023年10月18日(17日深夜) - 吉澤嘉代子
- 2023年10月25日(24日深夜) - 鈴木愛理
- 2023年12月13日(12日深夜) - 乃木坂46 久保史緒里
- 2024年1月31日(30日深夜) - アイナ・ジ・エンド

## 放送休止

### 他番組になった時
- モグライダー - 2022年8月10日（9日深夜）[3]
- 小林壱誓、peppe、穴見真吾 - 2022年9月14日(13日深夜)[2]
- Chilli Beans. - 2023年1月4日（3日深夜）[4]
- 男性ブランコ - 2023年9月13日（12日深夜）[5]

### ピンチヒッター
- ハラミちゃん - 2022年8月31日（30日深夜）[注 1]
- 小林壱誓、peppe、穴見真吾 - 2022年9月7日(6日深夜)[6]

## 主なコーナー・企画

### 長屋晴子の友達の壁
このコーナーはスポンサーであるセゾンカードとのタイアップ企画である。友達が少ないという長屋晴子に友達を作ろうという企画で、リスナーが友達になるためのアピールポイントを送り、それを元に長屋が友達になるかならないか丸バツ方式で判定する。しかし丸になるケースは稀でほとんどがバツになるくらい厳しい企画である。なお丸の場合は友達の壁を越えたということで記念品として友達の壁を越えたバージョンのラジオネームとシリアル番号が入ったカードがもらえる。バツの場合は友達の壁を越えられなかったバージョンのカードがもらえる。
7月27日(26日深夜)からは期間限定で生テレフォン形式で行い、リスナーが直接アピールポイントを発表して長屋が友達になるかどうかを判定する。この場合は先述の記念品以外にも、特製タオルがセットでプレゼントされた。また、生テレフォン企画は12月28日放送分で復活した。(2023年についても7月26日から夏期間中に復活)